# Alexandra Masangkay
Alexandra Masangkay Escalona (Barcelona, España; 15 de abril de 1992) es una actriz y cantante española que ha interpretado papeles en largometrajes como por ejemplo 1898: Los últimos de Filipinas (2016), El hoyo (2019) o Código emperador (2022). En 2011 participó en el concurso musical Operación Triunfo (2011). 

## Biografía
Alexandra Masangkay Escalona nació en Barcelona el 15 de abril de 1992, es de ascendencia filipina y desde muy pequeña, una de sus mayores pasiones era la música.

## Trayectoria profesional
En 2010 se presentó al casting de la octava edición de Operación Triunfo, emitida en 2011, en el que consiguió ser seleccionada para entrar en la academia. Tras la repentina cancelación del reality y su final, terminó obteniendo la cuarta posición.
Comenzó en el mundo de la interpretación en el año 2014 con la serie Dreamland. Más adelante participó en la serie B&B, de boca en boca (2015) y fue una de las protagonistas de Yo quisiera (2015-2016), interpretando a Carolina. En 2018 protagonizó la primera temporada de + de 100 mentiras en la plataforma Flooxer.
Su primer papel teatral lo interpretó en el musical The Hole Zero.
Debutó en el cine de la mano de Salvador Calvo en la película 1898: Los últimos de Filipinas (2016), donde interpretaba a Teresa. Posteriormente, participó en el exitoso film El hoyo, de Galder Gaztelu-Urrutia, con el personaje de Miharu, que alcanzó popularidad internacional después de estrenarse en Netflix.
Empezó en 2019 a interpretar a Kiki en la obra teatral musical Flashdance, por la que obtuvo una nominación en los Premios del Teatro Musical.
El rodaje de Código emperador, película dirigida por Jorge Coira en la que Masangkay compartía protagonismo con Luis Tosar, Georgina Amorós o Miguel Rellán, se inició en primavera de 2021. La película se estrenó en abril de 2022, consiguiendo buena recaudación y buenas críticas. En esas fechas se confirmó su posterior participación en la serie Días mejores y en la segunda temporada de Historias para no dormir, ambas de Amazon Prime Video.
En 2023 comenzó el rodaje de Valle de sombras, película rodada en la India y coprotagonizada por Miguel Herrán y Susana Abaitua de Salvador Calvo que se estrenó en enero de 2024. También participó en la tercera temporada de la serie de Netflix Valeria. En 2024 obtuvo su primer papel en una ficción internacional con la miniserie británica Stags, dando vida a Luba. Ese mismo año se anunció su papel protagonista en la tercera temporada de la serie estadounidense The Walking Dead: Daryl Dixon, que está previsto que se estrene en 2025.

## Filmografía

### Cine
| Año  | Título                         | Personaje | Notas        |
| ---- | ------------------------------ | --------- | ------------ |
| 2016 | 1898: Los últimos de Filipinas | Teresa    |              |
| 2019 | El hoyo                        | Miharu    |              |
| 2021 | Penas y penes                  | Paula     | Cortometraje |
| 2022 | Código emperador               | Wendy     |              |
| 2022 | Mesa para tres                 | Marina    | Cortometraje |
| 2022 | Like me                        | Alba      | Cortometraje |
| 2024 | Valle de sombras               | Prana     |              |
| 2024 | El hoyo 2                      | Miharu    | Cameo        |

### Televisión
| Año       | Título                   | Personaje   | Notas                         |
| --------- | ------------------------ | ----------- | ----------------------------- |
| 2011      | Operación Triunfo        | Ella misma  | Concursante; 4ª Finalista     |
| 2014      | Dreamland                | Ale         | Papel secundario; 8 episodios |
| 2015      | B&b, de boca en boca     | Extra       | 1 episodio                    |
| 2015–2016 | Yo quisiera              | Carolina    | Papel principal; 48 episodios |
| 2018–2019 | Más de 100 mentiras      | Irene       | Papel principal; 7 episodios  |
| 2022–2023 | Días mejores             | Álex        | Papel recurrente; 9 episodios |
| 2022      | Historias para no dormir | Dependienta | 1 episodio                    |
| 2023      | Valeria                  | Nuria       | Papel recurrente; 5 episodios |
| 2024      | Stags                    | Luba        | Papel recurrente (miniserie)  |

### Teatro
| Año       | Título                 | Personaje | Notas        |
| --------- | ---------------------- | --------- | ------------ |
| 2017–2018 | The Hole Zero          | Lucy      | Obra musical |
| 2019–2020 | Flashdance: El Musical | Kiki      | Obra musical |
| 2021–2022 | El rey león            | Nala      | Obra musical |

## Premios y nominaciones
| Año  | Premio                    | Categoría                         | Trabajo    | Resultado | Ref.   |
| ---- | ------------------------- | --------------------------------- | ---------- | --------- | ------ |
| 2020 | Premio del Teatro Musical | Interpretación destacada femenina | Flashdance | Nominada  | [ 16 ] |